# Thea Minyan Bjørseth
Thea Minyan Bjørseth, född 30 oktober 2003, är en norsk backhoppare och tidigare utövare av nordisk kombination.

## Karriär
Vid världsmästerskapen i nordisk skidsport 2021 i Oberstdorf tog Bjørseth brons tillsammans med Silje Opseth, Anna Odine Strøm och Maren Lundby i lagtävlingen i normalbacke. Vid världsmästerskapen i nordisk skidsport 2023 i Planica tog hon silver tillsammans med Anna Odine Strøm, Johann André Forfang och Halvor Egner Granerud i den mixade lagtävlingen i
normalbacke samt brons tillsammans med Maren Lundby, Eirin Maria Kvandal och Anna Odine Strøm i lagtävlingen i
normalbacke.
Den 15 februari 2025 slog Bjørseth backrekordet för kvinnor i backhoppningsanläggningen Logarska Dolina i Ljubno ob Savinji. I den andra omgången av tävlingen föll hon och skadade vänster armbåge samt vänster knä. På grund av skadan missade Bjørseth världsmästerskapen i nordisk skidsport 2025 i Trondheim och resten av världscupsäsongen.